# Open Road Films
Open Road Films (hoặc đơn giản là Open Road) là một công ty sản xuất và phân phối phim điện ảnh của Mỹ có trụ sở đặt tại Los Angeles, California. Công ty được chính thức đi vào hoạt động từ tháng 3 năm 2011 bởi hai tập đoàn AMC Theatres và Regal Entertainment Group của Mỹ.

## Lịch sử
Tháng 3 năm 2011, hai chuỗi rạp chiếu phim cạnh tranh là AMC Entertainment và Regal Entertainment Group xác nhận việc thuê Tom Ortenberg làm Tổng giám đốc điều hành cho công ty sản xuất mới của cả hai bên, có tên là Open Road Films. Ortenberg, trước đây từng giữ chức vụ điều hành cho Lionsgate và The Weinstein Company, cho tới tháng 4 năm 2011 đã thêm vào ban điều hành các thành viên Jason Cassidy (giám đốc tiếp thị), Elliott Kleinberg (cố vấn và phó giám đốc điều hành hoạt động kinh doanh), Steven Andriuzzo (giám đốc tài chính), và Ben Cotner (phó giám đốc phụ trách thu nhập). Phim điện ảnh đầu tiên của hãng, Sát thủ chuyên nghiệp, được công chiếu vào ngày 23 tháng 9 năm 2011, do Gary McKendry đạo diễn cùng với sự tham gia diễn xuất của Jason Statham, Clive Owen và Robert De Niro.
Phim điện ảnh Spotlight năm 2015 của Open Road đã nhận được sáu đề cử cho Giải Oscar và giành chiến thắng một cách bất ngờ ở hạng mục Phim hay nhất và Kịch bản gốc xuất sắc nhất tại Giải Oscar lần thứ 88. Đây đều là những giải Oscar đầu tiên cho công ty.
Các phim của Open Road được phân phối tới thị trường giải trí tại gia thông qua Universal Pictures Home Entertainment (UPHE), một trong những thỏa thuận đã ký  khi Open Road thành lập năm 2011 và kéo dài với thỏa thuận mới vào năm 2014. Tháng 6 năm 2011, một vài tháng sau khi chính thức đi vào hoạt động, Open Road Films đã ký một hợp đồng truyền hình trả tiền với Netflix, hợp đồng này hết hạn vào năm 2016. Tháng 10 năm 2013, hãng ký thêm một hợp đồng truyền hình trả tiền với Showtime bắt đầu từ năm 2017 cho tới hết năm 2020.

## Danh sách phim
| Ngày phát hành       | Tên                                  | Đạo diễn                          | Kinh phí       | Doanh thu       |
| -------------------- | ------------------------------------ | --------------------------------- | -------------- | --------------- |
| 23 tháng 9 năm 2011  | Sát thủ chuyên nghiệp                | Gary McKendry                     | 70 triệu USD   | 56,4 triệu USD  |
| 27 tháng 1 năm 2012  | The Grey                             | Joe Carnahan                      | 25 triệu USD   | 77,3 triệu USD  |
| 9 tháng 3 năm 2012   | Silent House                         | Chris Kentis, Laura Lau           | 2 triệu USD    | 13,1 triệu USD  |
| 13 tháng 4 năm 2012  | Lockout                              | Stephen Saint Leger, James Mather | 20 triệu USD   | 32,2 triệu USD  |
| 24 tháng 8 năm 2012  | Hit and Run                          | David Palmer, Dax Shepard         | 2 triệu USD    | 14,5 triệu USD  |
| 21 tháng 9 năm 2012  | End of Watch                         | David Ayer                        | 7 triệu USD    | 48,1 triệu USD  |
| 26 tháng 10 năm 2012 | Silent Hill: Revelation              | Michael J. Bassett                | 20 triệu USD   | 52,3 triệu USD  |
| 21 tháng 11 năm 2012 | Red Dawn                             | Dan Bradley                       | 65 triệu USD   | 51 triệu USD    |
| 11 tháng 1 năm 2013  | A Haunted House                      | Michael Tiddes                    | 2,5 triệu USD  | 60,1 triệu USD  |
| 8 tháng 2 năm 2013   | Tác dụng phụ                         | Steven Soderbergh                 | 30 triệu USD   | 63,4 triệu USD  |
| 29 tháng 3 năm 2013  | Vật chủ                              | Andrew Niccol                     | 40 triệu USD   | 63,3 triệu USD  |
| 16 tháng 8 năm 2013  | Huyền thoại táo                      | Joshua Michael Stern              | 12 triệu USD   | 35,8 triệu USD  |
| 11 tháng 10 năm 2013 | Người hùng                           | Robert Rodriguez                  | 20 triệu USD   | 15 triệu USD    |
| 29 tháng 11 năm 2013 | Bước đường cùng                      | Gary Fleder                       | 22 triệu USD   | 43,1 triệu USD  |
| 27 tháng 12 năm 2013 | Justin Bieber's Believe              | Jon M. Chu                        | 5 triệu USD    | 11 triệu USD    |
| 17 tháng 1 năm 2014  | Phi vụ hạt dẻ                        | Peter Lepeniotis                  | 42 triệu USD   | 120,9 triệu USD |
| 28 tháng 3 năm 2014  | Nhiệm vụ cuối cùng                   | David Ayer                        | 35 triệu USD   | 17,5 triệu USD  |
| 18 tháng 4 năm2014   | A Haunted House 2                    | Michael Tiddes                    | 4 triệu USD    | 24 triệu USD    |
| 9 tháng 5 năm 2014   | Siêu đầu bếp                         | Jon Favreau                       | 11 triệu USD   | 46 triệu USD    |
| 25 tháng 7 năm 2014  | The Fluffy Movie                     | Manny Rodriguez                   |                | 2,8 triệu USD   |
| 31 tháng 10 năm 2014 | Kẻ săn tin đen                       | Dan Gilroy                        | 8,5 triệu USD  | 38,7 triệu USD  |
| 14 tháng 11 năm 2014 | Rosewater                            | Jon Stewart                       | 10 triệu USD   | 3,2 triệu USD   |
| 30 tháng 1 năm 2015  | The Loft                             | Erik Van Looy                     | 14 triệu USD   | 10,1 triệu USD  |
| 20 tháng 3 năm 2015  | Xạ thủ                               | Pierre Morel                      | 40 triệu USD   | 24,2 triệu USD  |
| 24 tháng 4 năm 2015  | Little Boy                           | Alejandro Gómez Monteverde        | 20 triệu USD   | 6,5 triệu USD   |
| 19 tháng 6 năm 2015  | Dope                                 | Rick Famuyiwa                     | 7 triệu USD    | 16,8 triệu USD  |
| 23 tháng 10 năm 2015 | Quẩy tới bến                         | Barry Levinson                    | 15 triệu USD   | 3,2 triệu USD   |
| 6 tháng 11 năm 2015  | Spotlight                            | Tom McCarthy                      | 20 triệu USD   | 90,2 triệu USD  |
| 29 tháng 1 năm 2016  | Fifty Shades of Black                | Michael Tiddes                    | 5 triệu USD    | 21,2 triệu USD  |
| 26 tháng 2 năm 2016  | Phi vụ 999                           | John Hillcoat                     | 20 triệu USD   | 23,4 triệu USD  |
| 29 tháng 4 năm 2016  | Mother's Day                         | Garry Marshall                    | 25 triệu USD   | 43,8 triệu USD  |
| 29 tháng 7 năm 2016  | Gleason                              | Clay Tweel                        |                | 583.664 USD     |
| 16 tháng 9 năm 2016  | Mật vụ Snowden                       | Oliver Stone                      | 40 triệu USD   | 37,3 triệu USD  |
| 14 tháng 10 năm 2016 | Max Steel                            | Stewart Hendler                   | 10 triệu USD   | 6,3 triệu USD   |
| 18 tháng 11 năm 2016 | Bleed for This                       | Ben Younger                       | 6 triệu USD    | 6,3 triệu USD   |
| 13 tháng 1 năm 2017  | Đột kích màn đêm                     | Baran bo Odar                     | 30 triệu USD   | 27 triệu USD    |
| 24 tháng 2 năm 2017  | Collide                              | Eran Creevy                       | 21,5 triệu USD | 5,7 triệu USD   |
| 3 tháng 3 năm 2017   | Không có ngày mai                    | Ry Russo-Young                    | 5 triệu USD    | 11,8 triệu USD  |
| 14 tháng 4 năm 2017  | Spark: Thiên du ký                   | Aaron Woodley                     | 40 triệu USD   | 148,923         |
| 21 tháng 4 năm 2017  | The Promise                          | Terry George                      | 90 triệu USD   | 4,5 triệu USD   |
| 11 tháng 8 năm 2017  | Phi vụ hạt dẻ 2: Công viên đại chiến | Cal Brunker                       |                |                 |

## Phân phối quốc tế
Open Road phân phối phim điện ảnh của hãng trên thị trường quốc tế thông qua các hãng phân phối ở từng thị trường.

### Vương quốc Anh/Ireland
- Entertainment Film Distributors (2011–2012)
- StudioCanal UK (2012–2013)
- Vertigo Films (2013–nay)
- Lionsgate UK (2013–nay)
- Entertainment One (2013–nay)
- Warner Bros. Pictures (nhà phân phối tại Anh của Phi vụ hạt dẻ)

### Úc/New Zealand
- Icon Films International (2011–nay)

### Canada
- Entertainment One (2011–nay)
- VVS Films (2011–nay, một số phim)
- Elevation Pictures (2014–nay, một số phim)

### Doanh số quốc tế
- FilmNation Entertainment